# Campeonato de España de Ciclismo en Ruta 1909
El IX Campeonato de España de Ciclismo en Ruta se disputó en Barcelona el 25 de mayo de 1909 sobre un recorrido de 100 kilómetros.
El ganador de la prueba fue Vicente Blanco, que se impuso en solitario en la línea de llegada. José Pérez y Otilio Borrás completaron el podio.

## Clasificación final
| Pos. | Ciclista         | Equipo | Tiempo      |
| ---- | ---------------- | ------ | ----------- |
| 1.   | Vicente Blanco   | -      | 4h 05'00"   |
| 2.   | José Pérez       | -      | a 5'50"     |
| 3.   | Otilio Borrás    | -      | a 7'20"     |
| 4.   | Lorenzo Oca      | -      | a 21'20"    |
| 5.   | Jesús Cuesta     | -      | m.t.        |
| 6.   | Germán Durán     | -      | a 32'00"    |
| 7.   | Ángel Mancisidor | -      | a 55'00"    |
| 8.   | Lorenzo Tuset    | -      | a 2h 03'00" |
| 9.   | R. Expósito      | -      | a 2h 03'40" |
| 10.  | Marcelino Valle  | -      | a 2h 26'00" |